# یرگوج (خاچماز)
یرگوج (به ترکی آذربایجانی: Yergüc) یک منطقه مسکونی در جمهوری آذربایجان است که در شهرستان خاچماز واقع شده است. یرگوج ۳۴۴۴ نفر جمعیت دارد.